# Скорошице (гмина)
Скорошице (пол. Skoroszyce) — сельская гмина (волость) в Польше, входит как административная единица в Нысский повет, Опольское воеводство. Население — 6526 человек (на 2004 год).

## Демография
| Перепись                       | Всего   | Всего | Женщины | Женщины | Мужчины | Мужчины |
| ------------------------------ | ------- | ----- | ------- | ------- | ------- | ------- |
| Единицы                        | человек | %     | человек | %       | человек | %       |
| Население                      | 6526    | 100   | 3249    | 49,8    | 3277    | 50,2    |
| Плотность населения (чел./км²) | 63      | 63    | 31,4    | 31,4    | 31,6    | 31,6    |

## Сельские округа
1. Бжезины
2. Чарноляс
3. Хрусцина
4. Гелчице
5. Мрочкова
6. Маковице
7. Пневе
8. Сидзина
9. Скорошице
10. Стары-Гродкув

## Соседние гмины
1. Гмина Гродкув
2. Гмина Ламбиновице
3. Гмина Немодлин
4. Гмина Пакославице